# (6432) Temirkanov
(6432) Temirkanov (1975 TR2) – planetoida z pasa głównego asteroid okrążająca Słońce w ciągu 5,4 lat w średniej odległości 3,08 j.a. Odkryta 3 października 1975 roku.